# دكتور هلا (مسلسل)
مسلسل لبناني عرض في يناير 2009 من بطولة ريتا برصونا وبيتر سمعان
حقق نجاح كبير منذ وقت عرضه و حتى الآن يحكي قصة طبيبه اربعينيه تعيش صراع بين ماضيها و حاضرها من خلال قصة
حب قديمه و حبها الجديد ,, يعرض كل أحد على قناة المستقبل .

## طاقم التمثيل
- ريتا برصونا في دور د.هلا
- بيتر سمعان في دور الصحفي غدي
- محمد إبراهيم في دور نديم
- عمر ميقاتي
- جيل يوسف
- ندى ريمي

## وصلات خارجية
- دكتور هلا على موقع IMDb (الإنجليزية)